# 磁気化学
磁気化学（じきかがく、英語: Magnetochemistry）は、化合物の磁気的性質を扱う分野である。
磁気的性質は、化合物に含まれる電子スピンおよび軌道角運動量に起因する。化合物は、不対電子を含まない場合、反磁性を示す。1つ以上の不対電子を含む分子化合物は、常磁性を示す。常磁性の大きさは、有効磁気モーメントμeffとして表される。第一遷移金属では、μeffの大きさは、第一近似として、不対電子の数の単純な関数であり、スピンのみの式で表される。一般に、スピン軌道相互作用は、μeffをスピンのみの式からずらす。より重い遷移金属、ランタニド、アクチニドでは、スピン軌道相互作用を無視することはできない。交換相互作用は、クラスターおよび無限格子中で起こり、個々のスピンの相対的な方向に応じて、強磁性、反強磁性、またはフェリ磁性を生じさせる。 

## 磁化率
磁気化学における主要な測定量は、磁化率である。これは、物質を磁場中に置いたときの相互作用の強さを測定するものである。体積磁化率は、記号{\displaystyle \chi _{v}}で表され、以下の関係式で定義される。
{\displaystyle {\vec {M}}=\chi _{v}{\vec {H}}}
ここで、{\displaystyle {\vec {M}}}は物質の磁化（単位体積あたりの磁気双極子モーメント）であり、アンペア毎メートル（SI単位）で測定され、{\displaystyle {\vec {H}}}は磁場強度であり、同じくアンペア毎メートルで測定される。磁化率は無次元量である。化学的な用途では、モル磁化率（χmol）が好ましい量である。これは、m3·mol−1（SI）またはcm3·mol−1（CGS）で測定され、以下のように定義される。
{\displaystyle \chi _{\text{mol}}=M\chi _{v}/\rho }
ここで、ρはkg·m−3（SI）またはg·cm−3（CGS）単位の密度であり、Mはkg·mol−1（SI）またはg·mol−1（CGS）単位のモル質量である。
- 磁化率の測定には、様々な方法が利用できる。
- グーイの磁気天秤を用いる方法では、試料を均一な磁場中に置いたときの試料の重量変化を分析天秤（英語版）で測定する。測定は、チオシアン酸水銀コバルト HgCo(NCS)4などの既知の標準物質に対して較正される。較正により、試料の密度を知る必要がなくなる。温度可変測定は、磁石の磁極片の間にあるクリオスタットに試料を置くことによって行うことができる[1]。
- エバンス天秤（英語版）[2]は、固定位置にある試料と可変の二次磁石を用いて磁石を初期位置に戻すねじり天秤である。これもHgCo(NCS)4に対して較正される。
- ファラデー天秤（英語版）を用いる方法では、試料を勾配が一定の磁場中に置き、トーション天秤（英語版）で重量を測定する。この方法では、磁気異方性に関する情報を得ることができる[3]。
- 超伝導量子干渉計（SQUID）は非常に感度の高い磁力計である。
- 溶液中の物質については、NMRを用いて磁化率を測定することができる[4][5]。